# Paul-Georges Ntep
Paul-Georges Ntep de Madiba (Douala, 29 luglio 1992) è un ex calciatore camerunese con cittadinanza francese, di ruolo centrocampista.

## Biografia
Nato a Douala, Ntep è emigrato in Francia all'età di otto anni, dove venne ospitato dalla zia che risiedeva nel comune di Grigny, a sud di Parigi.

## Caratteristiche tecniche
Gioca prevalentemente come ala sinistra, è dotato di una buona tecnica individuale, ambidestro, predilige il dribbling in contropiede sfruttando la sua ottima velocità per convergere andando alla conclusione.

## Carriera

### Club

#### Gli inizi all'Auxerre e Rennes
Il 19 ottobre 2010 ha esordito con l'Auxerre nella partita contro l'Ajax, valida per la fase a gironi della UEFA Champions League.
Il 30 gennaio 2014 passa al Rennes, dove nella quale in tre stagioni colleziona globalmente 81 presenze segnando 18 reti.

#### Wolfsburg
Il 9 gennaio 2017 passa al Wolfsburg per 5 milioni di euro, firmando un contratto fino al giugno 2021. Debutta in Bundesliga il 21 gennaio seguente, contro l'Amburgo. Il 7 febbraio debutta in Coppa di Germania contro il Bayern Monaco.

##### Nazionale
Nel 2013 ha esordito con la nazionale Under-21 francese, disputando alcuni incontri validi per le qualificazioni agli Europei di categoria del 2015. Debutta con la nazionale maggiore in amichevole il 7 giugno 2015, subentrando al minuto 80º al posto di Giroud, nella sconfitta rimediata per 4-3 contro il Belgio.
Nel 2018 ha poi optato per rappresentare il Camerun.

## Statistiche

### Presenze e reti nel club
Statistiche aggiornate al 3 dicembre 2017.
| Stagione            | Squadra          | Campionato       | Campionato | Campionato | Coppe nazionali | Coppe nazionali | Coppe nazionali | Coppe continentali | Coppe continentali | Coppe continentali | Altre coppe | Altre coppe | Altre coppe | Totale | Totale |
| Stagione            | Squadra          | Comp             | Pres       | Reti       | Comp            | Pres            | Reti            | Comp               | Pres               | Reti               | Comp        | Pres        | Reti        | Pres   | Reti   |
| ------------------- | ---------------- | ---------------- | ---------- | ---------- | --------------- | --------------- | --------------- | ------------------ | ------------------ | ------------------ | ----------- | ----------- | ----------- | ------ | ------ |
| 2010-2011           | Auxerre          | L1               | 0          | 0          | CF+CdL          | 0+1             | 0               | UCL                | 1                  | 0                  | -           | -           | -           | 2      | 0      |
| 2011-2012           | Auxerre          | L1               | 0          | 0          | CF+CdL          | 0+0             | 0               | -                  | -                  | -                  | -           | -           | -           | 0      | 0      |
| 2012-2013           | Auxerre          | L2               | 34         | 8          | CF+CdL          | 0+4             | 0+1             | -                  | -                  | -                  | -           | -           | -           | 38     | 9      |
| ago. 2013-gen. 2014 | Auxerre          | L2               | 17         | 7          | CF+CdL          | 2+3             | 2+2             | -                  | -                  | -                  | -           | -           | -           | 22     | 11     |
| Totale Auxerre      | Totale Auxerre   | Totale Auxerre   | 51         | 15         |                 | 10              | 5               |                    | 1                  | 0                  |             | -           | -           | 62     | 20     |
| gen.-giu. 2014      | Rennes           | L1               | 10         | 5          | CF+CdL          | 3+0             | 0               | -                  | -                  | -                  | -           | -           | -           | 13     | 5      |
| 2014-2015           | Rennes           | L1               | 35         | 9          | CF+CdL          | 1+2             | 0               | -                  | -                  | -                  | -           | -           | -           | 38     | 9      |
| 2015-2016           | Rennes           | L1               | 14         | 2          | CF+CdL          | 0+1             | 0               | -                  | -                  | -                  | -           | -           | -           | 15     | 2      |
| 2016-gen. 2017      | Rennes           | L1               | 15         | 2          | CF+CdL          | 0+0             | 0               | -                  |                    | -                  | -           | -           | -           | 15     | 2      |
| Totale Rennes       | Totale Rennes    | Totale Rennes    | 74         | 18         |                 | 7               | 0               |                    | -                  | -                  |             | -           | -           | 81     | 18     |
| gen.-giu. 2017      | Wolfsburg        | BL               | 11         | 0          | CG              | 1               | 0               | -                  | -                  | -                  | -           | -           | -           | 12     | 0      |
| 2017-2018           | Wolfsburg        | BL               | 4          | 0          | CG              | 1               | 0               | -                  | -                  | -                  | -           | -           | -           | 5      | 0      |
| Totale Wolfsburg    | Totale Wolfsburg | Totale Wolfsburg | 15         | 0          |                 | 2               | 0               |                    | -                  | -                  |             | -           | -           | 17     | 0      |
| 2024                | Hồ Chí Minh      | VL1              | 0          | 0          | CV              | 0               | 0               | -                  | -                  | -                  | -           | -           | -           | 0      | 0      |
| Totale carriera     | Totale carriera  | Totale carriera  | 140        | 33         |                 | 19              | 5               |                    | 1                  | 0                  |             | -           | -           | 160    | 38     |

### Cronologia presenze e reti in nazionale
| Cronologia completa delle presenze e delle reti in nazionale ― Francia | Cronologia completa delle presenze e delle reti in nazionale ― Francia | Cronologia completa delle presenze e delle reti in nazionale ― Francia | Cronologia completa delle presenze e delle reti in nazionale ― Francia | Cronologia completa delle presenze e delle reti in nazionale ― Francia | Cronologia completa delle presenze e delle reti in nazionale ― Francia | Cronologia completa delle presenze e delle reti in nazionale ― Francia | Cronologia completa delle presenze e delle reti in nazionale ― Francia |
| Data                                                                   | Città                                                                  | In casa                                                                | Risultato                                                              | Ospiti                                                                 | Competizione                                                           | Reti                                                                   | Note                                                                   |
| ---------------------------------------------------------------------- | ---------------------------------------------------------------------- | ---------------------------------------------------------------------- | ---------------------------------------------------------------------- | ---------------------------------------------------------------------- | ---------------------------------------------------------------------- | ---------------------------------------------------------------------- | ---------------------------------------------------------------------- |
| 7-6-2015                                                               | Saint-Denis                                                            | Francia                                                                | 3 – 4                                                                  | Belgio                                                                 | Amichevole                                                             | -                                                                      | 80’                                                                    |
| 13-6-2015                                                              | Elbasan                                                                | Albania                                                                | 1 – 0                                                                  | Francia                                                                | Amichevole                                                             | -                                                                      | 59’                                                                    |
| Totale                                                                 |                                                                        | Presenze                                                               | 2                                                                      |                                                                        | Reti                                                                   | 0                                                                      |                                                                        |

| Cronologia completa delle presenze e delle reti in nazionale ― Camerun | Cronologia completa delle presenze e delle reti in nazionale ― Camerun | Cronologia completa delle presenze e delle reti in nazionale ― Camerun | Cronologia completa delle presenze e delle reti in nazionale ― Camerun | Cronologia completa delle presenze e delle reti in nazionale ― Camerun | Cronologia completa delle presenze e delle reti in nazionale ― Camerun | Cronologia completa delle presenze e delle reti in nazionale ― Camerun | Cronologia completa delle presenze e delle reti in nazionale ― Camerun |
| Data                                                                   | Città                                                                  | In casa                                                                | Risultato                                                              | Ospiti                                                                 | Competizione                                                           | Reti                                                                   | Note                                                                   |
| ---------------------------------------------------------------------- | ---------------------------------------------------------------------- | ---------------------------------------------------------------------- | ---------------------------------------------------------------------- | ---------------------------------------------------------------------- | ---------------------------------------------------------------------- | ---------------------------------------------------------------------- | ---------------------------------------------------------------------- |
| 12-10-2018                                                             | Yaoundé                                                                | Camerun                                                                | 1 – 0                                                                  | Malawi                                                                 | Qual. Coppa d'Africa 2019                                              | -                                                                      | 61’                                                                    |
| 16-10-2018                                                             | Blantyre                                                               | Malawi                                                                 | 0 – 0                                                                  | Camerun                                                                | Qual. Coppa d'Africa 2019                                              | -                                                                      | 67’                                                                    |
| 9-6-2019                                                               | Majadahonda                                                            | Camerun                                                                | 2 – 1                                                                  | Zambia                                                                 | Amichevole                                                             | 1                                                                      | 68’                                                                    |
| 12-10-2019                                                             | Radès                                                                  | Tunisia                                                                | 0 – 0                                                                  | Camerun                                                                | Amichevole                                                             | -                                                                      | 46’                                                                    |
| Totale                                                                 |                                                                        | Presenze                                                               | 4                                                                      |                                                                        | Reti                                                                   | 1                                                                      |                                                                        |